# Tamara Heribanová

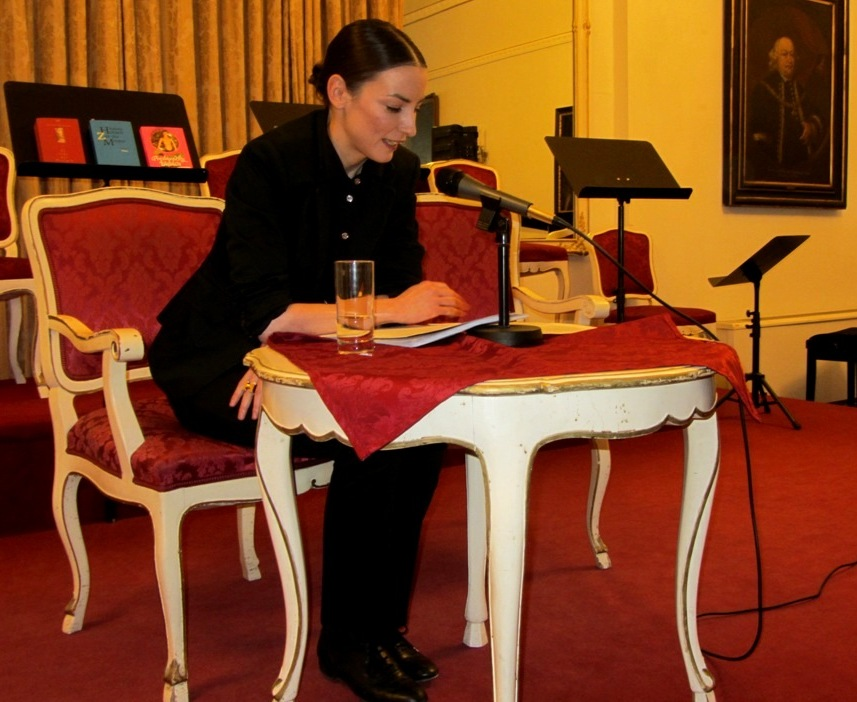
Heribanová bei einer Lesung in Wien (2013)

Tamara Šimončíková Heribanová (* 6. Mai 1985 in Bratislava, Tschechoslowakei) ist eine slowakische Schriftstellerin und Journalistin.

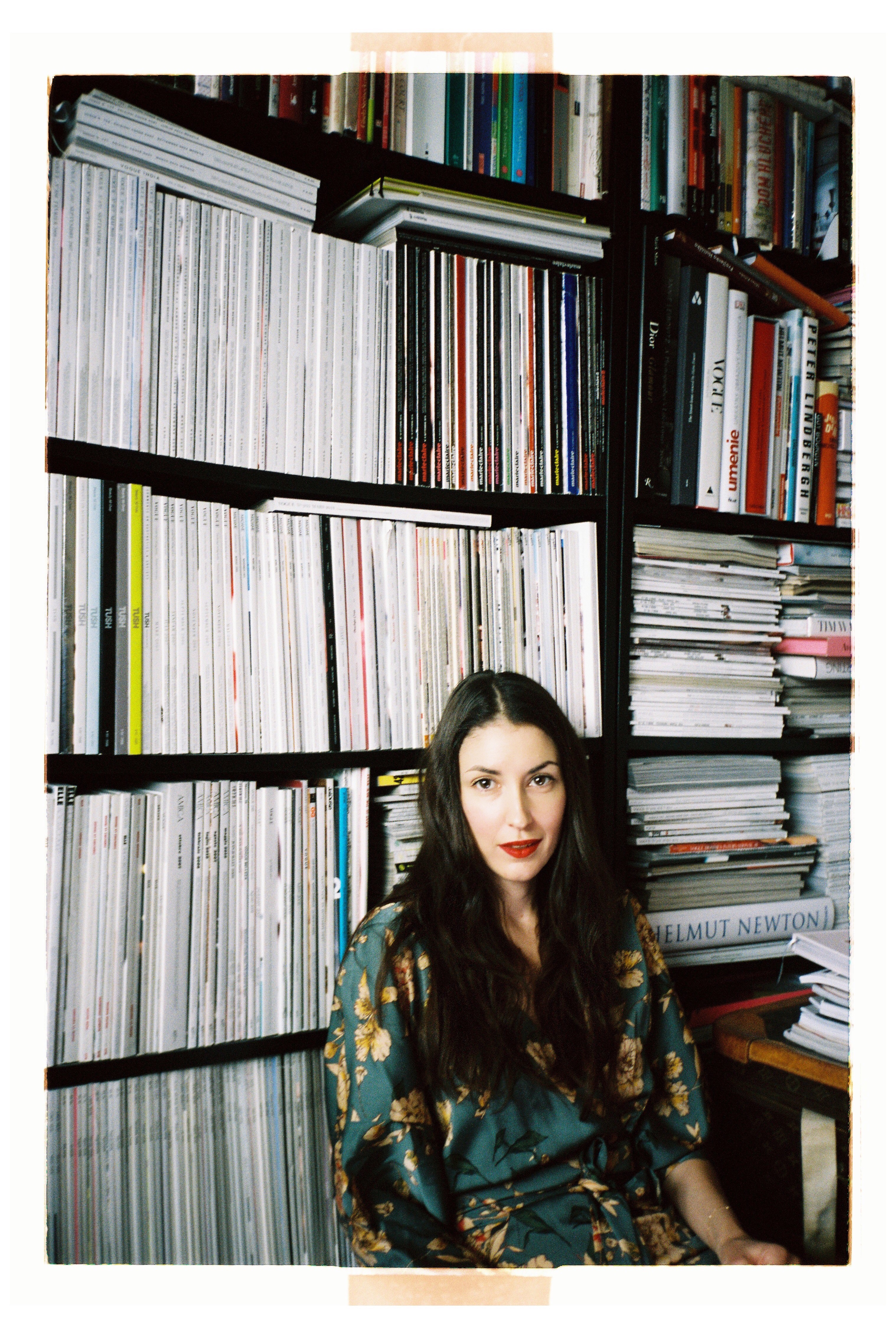
Tamara Šimončíková Heribanová

## Leben und Werk
Heribanová ist eine interne Doktorandin am Institut für Weltliteratur der Slowakischen Akademie der Wissenschaften, Mitglied des Autorenverbandes P.E.N., Ambassadeurin des literarischen Geocaching-Projektes „Knihobežník“ und ab dem Jahr 2013 Mitglied des Redaktionsrates der literarischen Zweimonatsschrift für neue Literatur und Kunst Dotyky (Berührungen).
Sie debütierte mit der Prosa Predavačky bublín  (Herial, 2010), darauf folgte die Novelle Bola to len láska (Verlag 7 plus, 2012) und das Kinderbuch Misia Eva prísne tajné (Ikar, 2012, Illustration Petra Hilbert), welches den 3. Platz in der Leserumfrage der Buch-Revue bekam und im selben Jahr als eines der schönsten slowakischen Kinderbücher beurteilt wurde. 2014 erschien die Fortsetzung des Kinderromans Misia Eva v Thajsku (Ikar, 2014, Illustration Petra Hilbert), welche wieder in die Kategorie der schönsten slowakischen Kinderbüchern aufgenommen wurde. Im selben Jahr erschien der Roman Malá doba ľadová (Ikar, 2014).
2012 beteiligte sich Heribanová an den Büchern Príbehy v znamení túžby (CZ: Mladá fronta, 2012), und im Rahmen des Projektes „AVON gegen häusliche Gewalt“ am Buch V dobrom, zlom a ešte horšom (CZ: Magenta, 2012). Im Jahr 2015 erschien das Kinderbuch Pejko a jeho nevšední priatelia.
Heribanová ist Organisatorin mehrerer literarischer Workshops, Veranstaltungen an Grundschulen, Gymnasien und Universitäten (z. B. ab 2012 mit dem Projekt „Literatur auf Reisen“, ab 2014 Literaturclubs an Schulen, in Zusammenarbeit mit P.E.N. International Clifford Chance Foundation und Swedish International Development Cooperation Agency und im Jahr 2015 das literarische Soirée im Panta Rhei River Park).
In den letzten Jahren widmet sich die Autorin der wissenschaftlichen Tätigkeit und der Popularisierung traditioneller Kleider. Momentan arbeitet sie für Vogue Portugal als Teamleiterin im Rahmen des Projektes „Back to the roots“ (soziohistorische Entwicklung des traditionellen Kleides und Semiotik der Trachten in Portugal).
Heribanová lebt zurzeit mit ihrem Kind und Mann in Lissabon.